# Abt (Familienname)
Abt ist ein deutscher Familienname.

## Namensträger
- Adam Abt (1885–1918), deutscher klassischer Philologe
- Albin Abt (1619–1679), deutscher Papiermacher
- Alexander Abt (General) (1892–1970), deutscher General
- Alexander Wiktorowitsch Abt (* 1976), russischer Eiskunstläufer
- Alfred Abt (1855–1880), deutscher Dirigent und Komponist
- Anina Abt-Stein (* 1988), deutsche Schauspielerin, siehe Anina Haghani
- Anton Abt (1841–1895), deutscher römisch-katholischer Theologe und Erzähler
- Bonaventura Abt (16. Jahrhundert), deutscher Maler
- Carl Roman Abt (1850–1933), Schweizer Konstrukteur, Erfinder der nach ihm benannten Zahnstange für Eisenbahnen, „System Abt“
- Christian Abt (* 1967), deutscher Automobilrennfahrer
- Daniel Abt (* 1992), deutscher Rennfahrer
- Ephraim Ludwig Gottfried Abt (1752–1819), preußischer Bergbeamter
- Felicitas Abt (1741–1783), deutsche Schauspielerin
- Felix Abt (* 1955), Schweizer Unternehmer
- Ferdinand Abt (Politiker) (1849–1933), deutscher Architekt und Politiker, MdL Hessen-Nassau
- Ferdinand Abt (Bildhauer) (1877–1962), deutscher Bildhauer
- Frank Abt (* 1976), deutscher Theaterregisseur
- Franz Abt (1819–1885), deutscher Komponist und Kapellmeister
- Friederike Abt (* 1994), deutsche Fußballspielerin, siehe Friederike Repohl
- Friedrich August Abt (1811–1882), deutscher Jurist und Politiker
- Fritz Abt (* 1914), deutscher Funktionär der Hitler-Jugend
- Gottlieb Christian Abt (1820–1877), deutscher Revolutionär und Schriftleiter
- Gudrun Abt (* 1962), deutsche Leichtathletin
- Hans Abt (1869–1939), Schweizer Jurist, Politiker und Heimatforscher
- Hans-Jürgen Abt (* 1962), deutscher Motorsport-Teamchef und Geschäftsführer von Abt Sportsline
- Heinrich Abt (Fußballspieler) (* 1909), deutscher Fußballspieler
- Heinrich Eugen Abt (1854–1937), Schweizer Politiker (FDP)
- Heinrich Friedrich Abt († 1793), deutscher Mediziner
- Heinrich Roman Abt (1883–1942), Schweizer Politiker (BGB)
- Helmut Abt (1925–2024), US-amerikanischer Astrophysiker
- Horst Abt (1927–2015), deutscher Unternehmer
- Jacob Abt (1869–1941), deutscher Verleger und Abgeordneter des Provinziallandtages Hessen-Nassau
- Johann Abt (1935–2003), deutscher Motorrad- und Automobilrennfahrer
- Karl Abt (Maler) (1899–1985), deutscher Maler
- Karl Ferdinand Abt (1903–1945), deutscher Politiker (NSDAP)
- Karl Friedrich Abt (1743–1783), deutscher Theaterintendant
- Karl Julius Abt (1822–1900), deutscher Opernsänger (Bass) und Regisseur
- Katharina Abt (* 1967), deutsche Schauspielerin und Synchronsprecherin
- Klaus Abt (1927–2017), deutscher Medizinstatistiker
- Ludwig Abt (1851–1921), deutscher römisch-katholischer Theologe
- Michel Abt (* 1990), deutscher Handballspieler
- Otto Abt (Beamter) (1874–1954), deutscher Beamter, Präsident der Reichspostdirektion Trier
- Ottó Abt (General) (1889–1946), ungarischer Generalleutnant
- Otto Abt (Maler) (1903–1982), Schweizer Maler
- Otto Abt (Autor) (1931–2019), deutscher Autor
- Peter Abt (* 1944), Schweizer Radsportler
- Peter Meier-Abt (1947–2021), Schweizer Pharmakologe und Hochschullehrer
- Roman Abt (Politiker) (1810–1885), Schweizer Fabrikant und Grossrat
- Roman Abt (1883–1942), Schweizer Jurist und Politiker (BGB), siehe Heinrich Roman Abt
- Roman Carl Abt (1850–1933), Schweizer Maschineningenieur und Unternehmer siehe Carl Roman Abt
- Siegfried Abt (1844–1884), Schweizer Jurist, Journalist und Diplomat
- Simon Abt (* 1992), Schweizer Künstler
- Taneshia Abt (* 1988), deutsche Schauspielerin
- Theodor Abt (* 1947), Schweizer Psychoanalytiker
- Valentin Abt (* 2005), deutscher Handballspieler
- Valentine Abt (1873–1942), US-amerikanischer Mandolinist, Komponist und Musikpädagoge
- Viktor Abt (1951–2016), Schweizer Pädagoge
- Walter Abt (* 1953), klassischer deutscher Gitarrist
- Werner Abt (* 1943), Schweizer Radsportler
- Willi Abt (1923–2013), deutscher Fußballspieler
- Wolfgang Erhardt Abt († 1657), Coburger Bürgermeister und Chronist
- Wolfram Abt (1969–2008), österreichischer Jazzmusiker